# 哈吐气蒙古族乡
哈吐气蒙古族乡是中华人民共和国吉林省白城市镇赉县下辖的一个民族乡。

## 行政区划
哈吐气蒙古族乡下辖以下村级行政区划单位：
哈吐气村、宝山村、呼兰村、硕焕村和张海村。